# 이스라엘의 섬 목록
다음은 이스라엘의 섬 목록이다(북쪽에서 남쪽으로):
- 로시 하니크라 제도
  - 샤하프
  - 나흘리엘리
  - 체헬레트
- 아치브 제도
  - 아치브섬. 이스라엘에서는 "사랑의 섬"으로 알려져 있다.[1] 접근이 법적으로 허용된다.[1]
  - 체가피윤
  - 아치브 암초
- 호프 도르 제도, 도르
  - 슈하피트
  - 도르
  - 테페트
  - 호프미
- 요님섬, 마아간 미카엘[2]
- 카이사레아 제도, 카이사레아
- 미흐모레트 바위, 미흐모레트
- 안드로메다 바위, 야파, 텔아비브. 야파 항구 입구 근처.
- 아담 바위, 바트얌.

## 호수 섬
- 사해의 아인 보케크 분지에 있는 죽은 나무 소금 섬[3][4][5]
- 갈릴래아호에 있는 키네레트 섬[6]